# Шаффер, Хосе
Хосе Альберто Шаффер (исп. José Alberto Shaffer; 16 декабря 1985, Кордова, Аргентина) — аргентинский футболист, защитник.

## Карьера
Хосе — воспитанник аргентинского «Расинга». В 2006 году Шаффер был взят в аренду шведским «Гётеборгом», чтобы заменить защитника Оскара Вендта, переходящего в «Копенгаген». Тем не менее, он не смог закрепиться в Швеции и после краткой аренды вернулся на родину.
27 июня 2009 года было объявлено, что Шаффер подписал соглашение с португальским клубом «Бенфика» за 1,9 миллиона евро. 29 июня он был официально представлен в Эштадиу да Луш. Тем не менее, стать игроком основы Шафферу не удалось, поскольку восходящая звезда «Бенфики», Фабио Коэнтрау, не оставил никаких шансов аргентинцу и закрепился на позиции левого латераля. Спустя год Шаффер ушел в аренду в аргентинский «Банфилд», позже в «Росарио Сентраль» и последняя аренда в португальский «Униан Лейрия».